# Hrabstwo Oconee (Georgia)

Piramida wieku hrabstwa

Hrabstwo Oconee (ang. Oconee County) – hrabstwo w stanie Georgia w Stanach Zjednoczonych. Jego siedzibą administracyjną jest miasto Watkinsville.
Powstało w 1875 roku. Jego nazwa powstała od nazwy rzeki Oconee tworzącej wschodnia granicę.

## Geografia
Według spisu z 2000 obszar całkowity hrabstwa obejmuje powierzchnię 482 km², z czego 481 km² stanowią lądy, a 1 km² stanowią wody.

### Miejscowości
- Bishop
- North High Shoals
- Watkinsville

## Sąsiednie hrabstwa
- Hrabstwo Clarke (północ)
- Hrabstwo Oglethorpe (wschód)
- Hrabstwo Greene (południowy wschód)
- Hrabstwo Morgan (południe)
- Hrabstwo Walton (zachód)
- Hrabstwo Barrow (północny zachód)

## Gospodarka
Hrabstwo Oconee jest często określane jako społeczność przejściowa, odchodząca od swoich długoletnich podstaw wiejskich, aby stać się społecznością sypialnianą dla Athens, a nawet Atlanty. Lasy sosnowe i rancza dla bydła ustąpiły miejsca dzielnicom mieszkaniowym, centrom handlowym i licznym galeriom sztuki.

## Demografia
Według spisu w 2020 roku, liczy 41,8 tys. mieszkańców, w tym 83,2% stanowiły białe społeczności nielatynoskie, 5,9% to byli Latynosi, 5,1% to Afroamerykanie lub czarnoskórzy i 4,5% deklarowało pochodzenie azjatyckie.

## Religia
W 2010 roku hrabstwo zdominowane jest przez grupy protestanckie, a pod względem członkostwa przeważali: południowi baptyści (26,1%), zielonoświątkowcy (6,5%), metodyści (5,2%), camphellici (4,6%), prezbiterianie (3,7%) i zbory bezdenominacjne (3%).

## Polityka
Hrabstwo jest przeważająco republikańskie, gdzie w wyborach prezydenckich w 2020 roku, 65,9% głosów otrzymał Donald Trump i 32,4% przypadło dla Joe Bidena.